# Deborah Louz
Deborah Louz (* 6. Februar 1980 in Leidschendam) ist eine niederländische Taekwondoin. Sie startet in der Gewichtsklasse bis 57 Kilogramm.
Louz nahm im Jahr 2000 an der Studentenweltmeisterschaft teil, aber erst seit 2006 startet sie regelmäßig bei internationalen Wettkämpfen. Bei ihrer ersten Weltmeisterschaft 2007 in Peking und Europameisterschaft 2008 in Rom schied sie jeweils im Auftaktkampf aus. Erfolgreich verlief hingegen die Europameisterschaft 2010 in Sankt Petersburg. Louz schlug im Viertelfinale Edina Kotsis, erreichte das Halbfinale und gewann mit Bronze ihre erste internationale Medaille. Im folgenden Jahr bestritt sie in Gyeongju die Weltmeisterschaft, mit dem Einzug ins Achtelfinale erzielte sie ihr bislang bestes WM-Ergebnis. Im Januar 2012 verlor Louz beim europäischen Olympiaqualifikationsturnier in Kasan den entscheidenden Kampf um den dritten Platz gegen Marlène Harnois und verpasste die Qualifikation für die Olympischen Spiele 2012 in London nur knapp.